# Estadio Mundialista de Daejeon
El Estadio Mundialista de Daejon (también conocido como Purple Arena) es un estadio de fútbol que se encuentra ubicado en la ciudad de Daejeon, Corea del Sur. Es utilizado por el club Daejeon Citizen de la K-League.

## Copa Mundial de Fútbol de 2002
| Fecha      | Selección     | Resultado | Selección      | Ronda            |
| ---------- | ------------- | --------- | -------------- | ---------------- |
| 12-06-2002 | Sudáfrica     | 2 - 3     | España         | Grupo B          |
| 14-06-2002 | Polonia       | 3 - 1     | Estados Unidos | Grupo D          |
| 18-06-2002 | Corea del Sur | 2 - 1     | Italia         | Octavos de final |

## Partidos del Mundial de Fútbol Sub-20 2017
| Fecha      | Selección      | Resultado          | Selección      | Ronda            |
| ---------- | -------------- | ------------------ | -------------- | ---------------- |
| 20-05-2017 | Venezuela      | 2 - 0              | Alemania       | Grupo B          |
| 20-05-2017 | Vanuatu        | 2 - 3              | México         | Grupo B          |
| 23-05-2017 | Venezuela      | 7 - 0              | Vanuatu        | Grupo B          |
| 23-05-2017 | México         | 0 - 0              | Alemania       | Grupo B          |
| 28-05-2017 | Nueva Zelanda  | 0 - 2              | Francia        | Grupo E          |
| 28-05-2017 | Estados Unidos | 1 - 1              | Arabia Saudita | Grupo A          |
| 30-05-2017 | Venezuela      | 1 - 0              | Japón          | Octavos de final |
| 04-06-2017 | Portugal       | 2 - 2 (4 - 5 pen.) | Uruguay        | Cuartos de final |
| 08-06-2017 | Uruguay        | 1 - 1 (3 - 4 pen.) | Venezuela      | Semifinal        |